# Malgadonta nigripunctella
Malgadonta nigripunctella är en fjärilsart som beskrevs av Pierre E.L. Viette 1955. Malgadonta nigripunctella ingår i släktet Malgadonta och familjen tandspinnare. Inga underarter finns listade i Catalogue of Life.